# Les Portes-en-Ré
Les Portes-en-Ré – miejscowość i gmina we Francji, w regionie Nowa Akwitania, w departamencie Charente-Maritime. 15 czerwca 1979 Portes zmieniło nazwę na Portes-en-Re. Jest położone na północnym krańcu wyspy na zachód od La Rochelle.
Według danych na rok 1990 gminę zamieszkiwało 660 osób, a gęstość zaludnienia wynosiła 78 osób/km² (wśród 1467 gmin regionu Poitou-Charentes Les Portes-en-Ré plasuje się na 455. miejscu pod względem liczby ludności, natomiast pod względem powierzchni na miejscu 917.).